# 카카오버스
카카오 버스(KakaoBus)는 카카오가 2016년 출시한 버스 정보 서비스 애플리케이션이다.
수도권 버스정보를 제공하며, 2014년 1000만명 이상이 다운로드한 '서울버스'를 인수하여 현재의 이름으로 바뀌게 된다. 카카오가 각종 대중교통 앱을 인수하며 서비스를 넓혀가는 과정에서 이루어진 인수였다. 기존의 다음 지도와 연계해서 운영중이다. 이 외에도 주변 정류장 알람, 버스 승·하차 알람, 스케줄 알람 기능을 가지고 있다. 2016년 레드닷 디자인 어워드 커뮤니케이션 디자인 부분에서 본상을 수상하였다.